# Béloie Ózero (Saràtov)
|  | Per a altres significats, vegeu «Béloie Ózero». |

Béloie Ózero (en rus: Белое Озеро) és un poble de l'óblast de Saràtov, a Rússia, segons el cens del 2010 tenia 125 habitants. Pertany al districte municipal de Líssie Gori.